# Metro Cammell Weymann

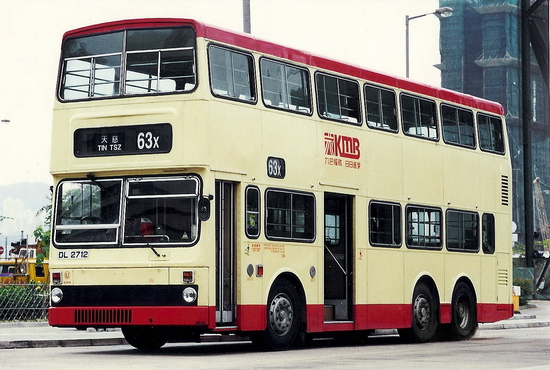
Super Metrobus von Weymann für Hongkong

Metro Cammell Weymann, kurz MCW war einer der bedeutendsten Hersteller in der britischen Transportindustrie. Das Unternehmen wurde 1932 gegründet und bestand bis 1989.

## Geschichte
Metro Cammell Weymann ging 1932 aus dem Zusammenschluss des Karosseriebauunternehmens Weymann’s Motor Bodies und der für die Herstellung von Busaufbauten verantwortlichen Abteilung von Metro Cammell hervor. Das Unternehmen stellte wie seine Vorgänger Aufbauten für Omnibusse her. Bis in die 1980er Jahre war es im englischsprachigen Raum üblich, dass Fahrgestelle und Aufbauten für Busse von verschiedenen Herstellern gefertigt wurden. Dadurch konnten die Wünsche der Betreiber von Buslinien besser berücksichtigt und die Busse nach deren Vorgaben gebaut werden. Dabei wurden die von den Karosseriebauunternehmen entwickelten Typen für die Fahrgestelle verschiedener Hersteller benutzt. Hier setzte erst ab den 1970er Jahren der Trend zum integralen Bus mit selbsttragenden Aufbauten ein, bei dem Fahrwerk und Aufbau vom selben Hersteller kamen. Bei integralen Bussen konnte die Konstruktionen und Herstellung von Rahmen und Aufbau optimiert werden, was zu einer leichteren Karosserie und zu einer einfacheren Produktion führte.
Die Aufbauten wurden bis 1966 sowohl in den ehemaligen Produktionsstätten von Weymann als auch von Metro-Cammell hergestellt. In diesem Jahr wurde das Weymann-Werk in Addlestone geschlossen, der Markenname Weymann wurde zum gleichen Zeitpunkt aufgegeben. Ab 1977 stellte das Unternehmen auch Fahrgestelle für Busse her. Mit Aufbauten für den Daimler Fleetline konnte sich das Unternehmen große Aufträge von London Transport sichern. Bereits mit dem ab 1950 gefertigten niedrigen Doppeldeckerbussen RLH war der Einstieg in diesen Markt gelungen. Andere Großkunden waren Merseyside, Tyne & Wear und West Midlands PTE.
Der Transport Act 1980 sah eine Deregulierung des Busverkehrs auf Entfernungen von mehr als 30 Meilen vor, was zu einem verstärkten Wettbewerb führte. Es entwickelte sich ein wachsender Trend zu schwereren Chassis, die für größere Laufleistungen und höhere Geschwindigkeiten besser geeignet waren. Der Transport Act 1985 sorgte für eine Deregulierung des innerörtlichen Personenverkehrs. Infolgedessen sank das Verkehrsaufkommen, so dass Doppeldeckbusse mit hoher Sitzplatzkapazität auf vielen Linien nicht mehr benötigt wurden. Es entwickelte sich ein wachsender Trend zu schwereren Eindeckbussen, deren Kapazität über der der bisher gebauten Eindecker, aber unterhalb der Doppeldecker lag, und die für größere Laufleistungen und höhere Geschwindigkeiten im überörtlichen Verkehr besser geeignet waren. Infolge der Deregulierung entwickelten sich die Umsatzzahlen vieler britischer Hersteller der Busindustrie rückläufig. 1989 beschloss die Laird Group, zu der MCW mittlerweile gehörte, den Verkauf des Unternehmens. Da kein Käufer für das gesamte Unternehmen gefunden werden konnte, wurden die Produktlinien einzeln verkauft. Der Metrorider ging an Optare, ein Unternehmen, das aus dem Karosseriebauunternehmen von Charles H. Roe hervorgegangen war. Optare führte die Produktion des Metrorider als MetroRider weiter. Das Design des Metrobus wurde von DAF und Optare erworben, dabei übernahm DAF das Chassis und Optare den Aufbau, das überarbeitet und als Optare Spectra auf den Markt gebracht wurde. Das Design des Metroliners ging ebenfalls an Optare, der Aufbau wurde aber nicht weiter produziert. Das Taxi Metrocab  wurde von Reliant übernommen. Die Herstellung von Schienenfahrzeugen von Metro Cammell ging an GEC Alsthom (jetzt Alstom).

## Modelle

### Aufbauten
- noch von Weymann: Eindeck- und Doppeldeckerbusse auf verschiedene Fahrgestelle u. a. AEC Regent, Serien STL, RT und RLH für London Transport (RLH steht für Regent Low Height)
- Serie Orion
- Doppeldeckbus Daimler Fleetline als DMS für London Transport (Aufbauten auch von Park Royal Vehicles)
- Doppeldeckeraufbau für Leyland Atlantean und Daimler Fleetline

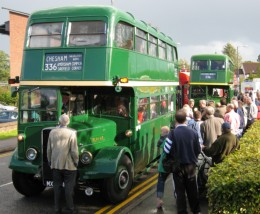
AEC Regent III mit Aufbau von Weymann (RLH)
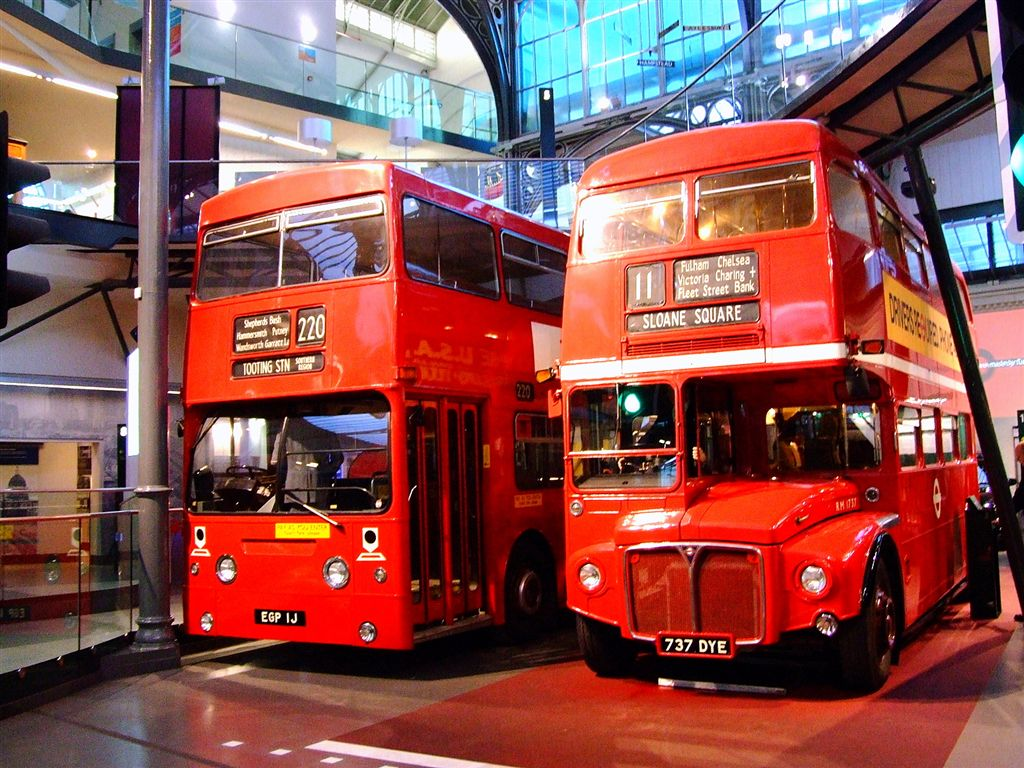
Daimler Fleetline (DMS) links neben einem AEC Routemaster, beide von London Transport
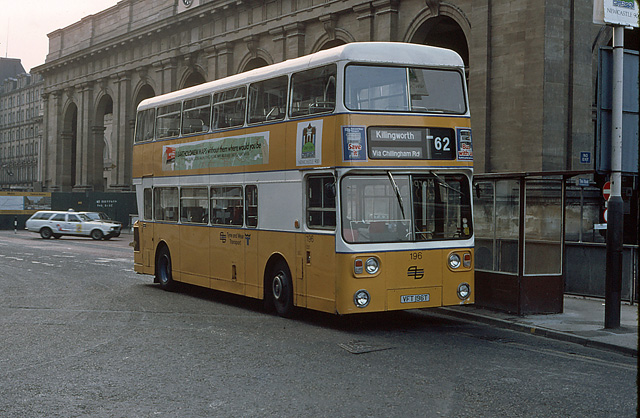
Leyland Atlantean des Tyne & Wear PTE (Newcastle upon Tyne) mit Aufbau von MCW

### Chassis- / Komplettfahrzeuge
- Metro-Scania – halbintegraler Eindeckbus mit Scania-Fahrgestell
- Scania Metropolitan – halbintegraler Doppeldeckbus mit Scania-Fahrgestell
- MCW Metrobus – Doppeldeckbus
  - Mark 1
  - Mark 2
  - Mark 2a
  - Aufbauten für diesen Bus wurden auch von Alexander gefertigt
- MCW Metroliner – Reisebus als Doppeldecker und Eindecker
  - Metroliner – halbintegraler Doppeldeckbus mit 4,2 m Höhe (Reisebus)
  - Metroliner 400GT – integraler Doppeldeckbus mit 4 m Höhe (Reisebus)
  - Metroliner – halbintegraler Doppeldeckbus mit 3,2 m Höhe (Reisebus)
  - Metro Hiliner – integraler Doppeldeckbus mit 3,4 m Höhe (Reisebus)
- MCW Metrorider – Midibus

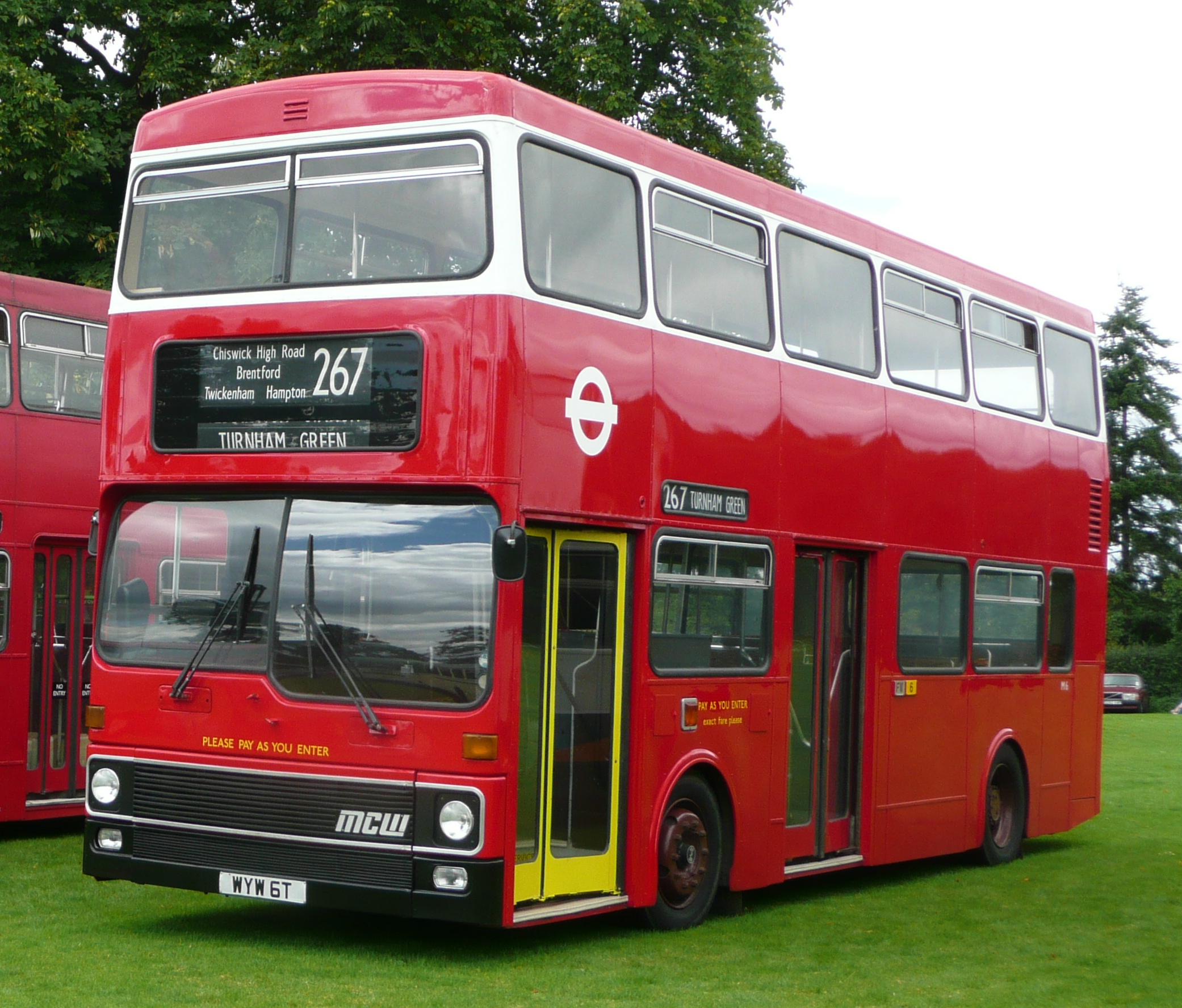
MCW Metrobus (Mark 1)
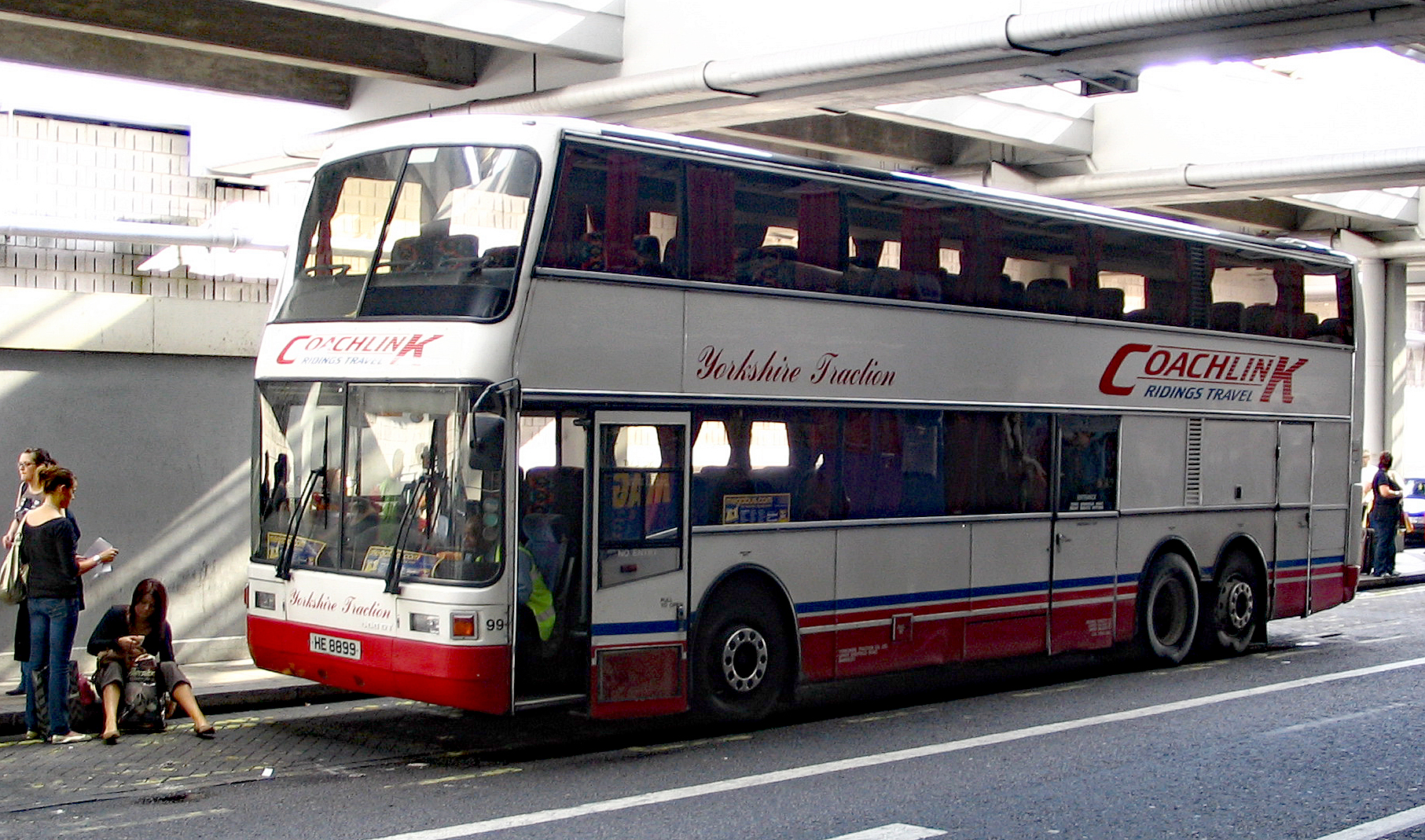
MCW Metroliner
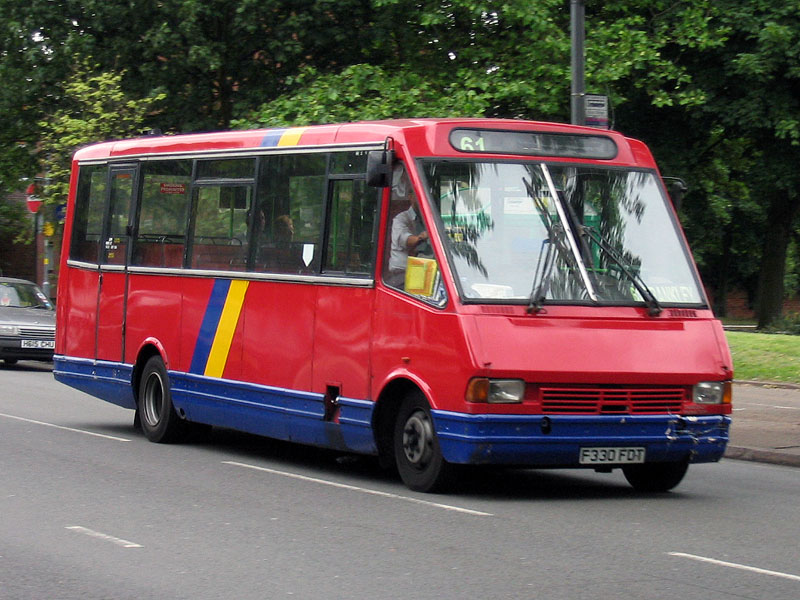
MCW Metrorider

### Andere Fahrzeuge
- Metrocab – London Taxi